# Selecció búlgara de corfbol
La selecció búlgara de corfbol és dirigida per la Bulgarian Federation Korfball and Intercrosse i representa Bulgària a les competicions internacionals de corfbol. La federació, amb seu a Sofia, va ser fundada l'any 2005 i va ser reconeguda per la Federació Internacional aquell mateix any. La selecció búlgara va debutar en un partit amistós amb Grècia.

## Història
| European Bowl |                  |        |                |
| Any           | Campionat        | Seu    | Classificació  |
| 2007          | 2a European Bowl | Sèrbia | 5a plaça (Est) |

| Campionat dels Balcans |                           |                        |               |
| Any                    | Campionat                 | Seu                    | Classificació |
| 2006                   | 1r Campionat dels Balcans | Neo Petritsi (Grècia)  | 3a plaça      |
| 2007                   | 2n Campionat dels Balcans | Arandjelovac (Sèrbia)  | 3a plaça      |
| 2008                   | 3r Campionat dels Balcans | Blagoevgrad (Bulgària) | 4a plaça      |